# Alegeri legislative în Estonia, 1920
Alegerile parlamentere estoniene,1920 pentru a forma Riigikogu au fost ṭinute de la data de 27 la 29 noiembrie 1920. 
Acestea au fost primele alegeri constituṭionale din 1920. 100 de deputaṭi au fost aleși în noul parlament de către partide
în liste provenite din 1o regiuni,în care un partid sau bloc electoral poate aduce mai multe liste dintr-o singură regiune.
Locurile erau distribuite tot la nivel statal,unde voturile pentru diferite liste erau adunate de către orientarea politică și
locurile erau distribuite folosind formula d'Hondt.Ulterior locurile pentru un partid sau bloc electoral au fost distribuite 
între diferite liste,forța politică folosind aceeași formulă.

## Rezultate
Voturi elegibile: 

Prezența la vot: 

Voturi nule: 
 
Voturi valabile: 471,228
| Bloc electoral/Partidul(denumirea în limba estonă)                                                                                                | Voturi | %     | Locuri |
| --- | ------ | ----- | ------ |
| Partidul Muncii (Tööerakond),original non_marxist stanga, mutându-se dreapta                                                                      | 99,030 | 21.0% | 22     |
| Agricultorii Sindicatelor (Põllumeeste kogud), agrare conservatoare                                                                               | 97,825 | 20.8% | 21     |
| Estonă Social Democrat (Eesti Sotsiaaldemokraatiline Tööliste Partei), social-democrat                                                            | 80,211 | 17.0% | 18     |
| Estonă Social Democrat Partidul Muncitorilor(Eesti Iseseisev Sotsialistlik Tööliste Partei),mult spre stânga,aripa stângă-aplecarea spre comunism | 50,119 | 10.6% | 11     |
| Partidul Poporului (Rahvaerakond),de centru- dreapta conservatoare                                                                                | 48,972 | 10.4% | 10     |
| Partidul Poporului Creștin (Kristlik Rahvaerakond), creștin conservatoare                                                                         | 35,420 | 7.5%  | 7      |
| Consiliul Central al Sindicatelor din Tallinn (Tallinna Ametiühisuste Kesknõukogu), controlat de Partidul Comunist Estonian                       | 24,849 | 5.3%  | 5      |
| Partidul German Baltic (Saksa-Balti erakond), minoritate germană                                                                                  | 18,444 | 3.9%  | 4      |
| Partidele Ruse *, minorități ruse | 8,620  | 1.8%  | 1      |
| Grupul Economic (Majandusrühm) | 4,948  | 1.1%  | 1      |
| Cetățenii din Estonia Rep.de coasta Lacului Peipus                                                                                                | 1,344  | 0.3%  |        |
| Altele (6) | 1446   | 0.3%  |        |
| inclusiv liste de evrei minoritate (2) | 395    | 0.1%  |        |

- Diferite surse dau informații ușor diferite despre rezultat.Forma corectă posibilă ar putea fi 4744 (1.0% - 1 loc) pentru unu și 3876 (0.8% - 0 locuri) pentru o forță rusă. Prin aceeași metodă câteva din celelalte liste minore ar putea fi conectate sau neconectate în diferite feluri sau numite diferit.